# COQ4
COQ4 (англ. Coenzyme Q4) – білок, який кодується однойменним геном, розташованим у людей на короткому плечі 9-ї хромосоми. Довжина поліпептидного ланцюга білка становить 265 амінокислот, а молекулярна маса — 29 657.
| 10         |  | 20         |  | 30         |  | 40         |  | 50         |
| ---------- |  | ---------- |  | ---------- |  | ---------- |  | ---------- |
| MATLLRPVLR |  | RLCGLPGLQR |  | PAAEMPLRAR |  | SDGAGPLYSH |  | HLPTSPLQKG |
| LLAAGSAAMA |  | LYNPYRHDMV |  | AVLGETTGHR |  | TLKVLRDQMR |  | RDPEGAQILQ |
| ERPRISTSTL |  | DLGKLQSLPE |  | GSLGREYLRF |  | LDVNRVSPDT |  | RAPTRFVDDE |
| ELAYVIQRYR |  | EVHDMLHTLL |  | GMPTNILGEI |  | VVKWFEAVQT |  | GLPMCILGAF |
| FGPIRLGAQS |  | LQVLVSELIP |  | WAVQNGRRAP |  | CVLNLYYERR |  | WEQSLRALRE |
| ELGITAPPMH |  | VQGLA      |  |            |  |            |  |            |

A: Аланін

C: Цистеїн

D: Аспарагінова кислота

E: Глутамінова кислота

F: Фенілаланін

G: Гліцин

H: Гістидин

I: Ізолейцин

K: Лізин

L: Лейцин

M: Метіонін

N: Аспарагін

P: Пролін

Q: Глутамін

R: Аргінін

S: Серин

T: Треонін

V: Валін

W: Триптофан

Кодований геном білок за функцією належить до фосфопротеїнів. 
Задіяний у такому біологічному процесі, як альтернативний сплайсинг. 
Локалізований у мембрані, мітохондрії, внутрішній мембрані мітохондрії.